# Cuviera uncinula
Cuviera uncinula är en måreväxtart som beskrevs av Nicolas Hallé. Cuviera uncinula ingår i släktet Cuviera och familjen måreväxter. Inga underarter finns listade i Catalogue of Life.